# Długi Kąt (Varmie-Mazurie)
Pour les articles homonymes, voir Długi Kąt.
Długi Kąt (prononciation : [ˈdwuɡi ˈkɔnt]) est un village polonais de la gmina de Biała Piska, dans le powiat de Pisz, voïvodie de Varmie-Mazurie, au nord-est du pays.
Il est situé à environ 18 km au sud-est de Pisz et à 105 km à l'est de la capitale régionale Olsztyn.